# Gnophaela
Gnophaela là một chi bướm đêm thuộc phân họ Arctiinae, họ Erebidae. Chi này có các loài sau:
- Gnophaela vermiculata (Grote, [1864])
- Gnophaela discreta Stretch, 1875
- Gnophaela aequinoctialis Walker, 1854
- Gnophaela latipennis (Boisduval, 1852)
- Gnophaela clappiana Holland, 1891

## Hình ảnh

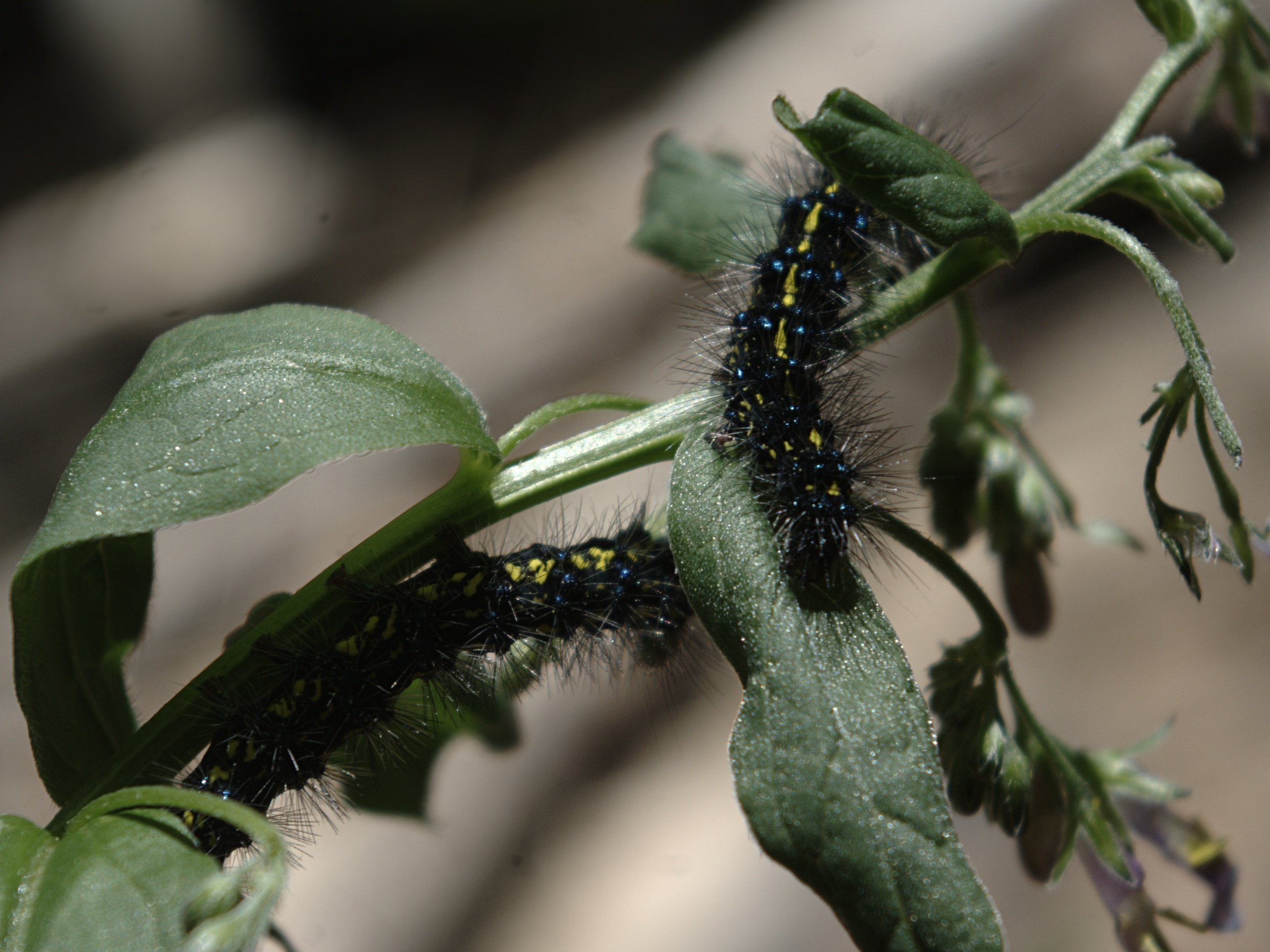